# Avetianella coombsi
Avetianella coombsi är en stekelart som beskrevs av Schmidt och John S. Noyes 2003. Avetianella coombsi ingår i släktet Avetianella och familjen sköldlussteklar. Inga underarter finns listade.